# Edison (2005.)
Edison, američki film iz 2005. godine. 

## Sažetak
Pišući svoj redovni članak, mladi i ambiciozni novinar Pollack uočio je činjenicu koja ukazuje na korupciju unutar policije. Željan dokazivanja, išao je istraživati. Shvaća da je tu cijela mreža, i ljudi u policiji i ljudi u visokoj politici. Zbilja je da sam takvu korupcijsku hobotnicu ne može sam riješiti.